# Râul Bogata, Moldova
Râul Bogata este un curs de apă, afluent al râului Moldova. 

## Hărți
- Harta județului Suceava
- Harta Munceii Neamțului - Munții Stânișoarei